# Mlinščica (Sava)
Mlinščica je potok, ki ga napaja voda iz Kamniške Bistrice, zajeta pri jezu v višini Farme Ihan, in potoki izpod Velikega vrha, Okla in Ajdovščine. Teče skozi Selo pri Ihanu, Zaboršt in  Dol pri Ljubljani ter se pri Dolskem izliva v reko Savo.